# Zhang Chao (tennis de table)
Dans ce nom chinois, le nom de famille, Zhang, précède le nom personnel Chao.
Pour les articles homonymes, voir Zhang Chao et Zhang.
Zhang Chao, né en 1985, est un joueur de tennis de table chinois. En 2009, lors de l'Open de Slovénie ITTF, il échoue en finale sur son compatriote Hao Suai avant de triompher avec lui en double lors de ce même Pro-tour. Il a été demi-finaliste en double mixte lors des championnats du monde en 2009.